# Peperomia elbertii
Peperomia elbertii är en pepparväxtart som beskrevs av C. Dc.. Peperomia elbertii ingår i släktet peperomior, och familjen pepparväxter. Inga underarter finns listade i Catalogue of Life.